# Roubený dům čp. 304 (Štramberk)
Dům čp. 304 stojí na ulici Horní Bašta ve Štramberku v okrese Nový Jičín. Roubený dům byl postaven na počátku 19. století. Byl zapsán do Ústředního seznamu kulturních památek ČR před rokem 1988 a je součástí městské památkové rezervace.

## Historie
Podle urbáře z roku 1558 bylo na náměstí postaveno původně 22 domů s dřevěným podloubím, kterým bylo přiznáno šenkovní právo, a sedm usedlých na předměstí. Uprostřed náměstí stál pivovar. V roce 1614 je uváděno 28 hospodářů, fara, kostel, škola a za hradbami 19 domů. Za panování jezuitů bylo v roce 1656 uváděno 53 domů. První zděný dům čp. 10 byl postaven na náměstí v roce 1799. V roce 1855 postihl Štramberk požár, při němž shořelo na 40 domů a dvě stodoly. V třicátých letech 19. století stálo nedaleko náměstí ještě dvanáct dřevěných domů.
Původní roubený dům čp. 304 byl postaven na počátku 19. století, je přisazen k městské hradební zdi a je spojen s domem čp. 420. Původní roubená stavba byla v roce 1973 nahrazena její věrnou kopií. Vzhledem ke své poloze byl lidově nazýván Orlí hnízdo. Kopie objektu je příkladem původní předměstské zástavby ve Štramberku.

## Stavební podoba
Dům je přízemní roubená stavba na obdélném půdorysu, je orientovaná okapovou stranou souběžně s ulicí. Je přisazena k městské hradbní zdi a štítovou stranou se napojuje na sousední dům čp. 420. Dispozice je trojdílná, kterou tvoří jizba, komora a síň. Stavba je roubená z kuláčů. Je postavena na vysoké omítané kamenné podezdívce, která vyrovnává svahovou nerovnost. Dům má klenuté sklepy se vstupem ze štítové strany. Uliční průčelí je tříosé. Štítové průčelí je jednoosé. Štít je pravoúhlý trojúhelníkový svisle bedněný s laťováním, s kosočtverečným výzorníkem a s podlomenicí v patě štítu. Vchod je ve štítovém průčelí. Střecha je pultová krytá šindelem. Ke vchodu s otevřenou pavlačí nesenou dvěma kamennými pilíři vede od sklepního vchodu kamenné schodiště.